# Saw Ba U Gyi

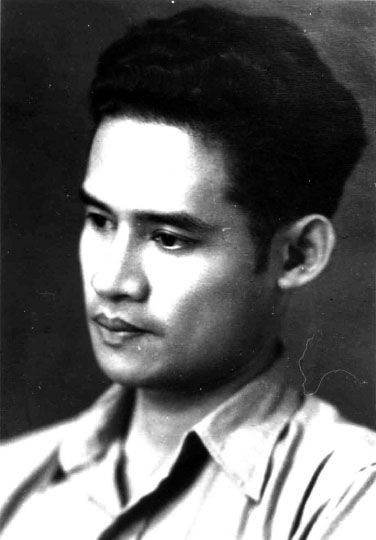
Saw Ba U Gyi

Saw Ba U Gyi (n. Bassein, Birmania en 1905 - m. 1950) fue un político y activista birmano. Saw es su nombre honorífico. Ba U Gyi fue el fundador y primer presidente de la Unión Nacional Karen. Falleció el 12 de agosto de 1950 durante un ataque del ejército birmano.
Los cuatro principios del UNK aún siguen siendo los profesados inicialmente por Ba U Gyi:
1. Para nosotros, la rendición no es una opción
2. El reconocimiento del Estado Karen debe ser completo
3. No renunciaremos a nuestras armas
4. Nosotros decidiremos nuestro propio destino político